# ダガヤサンドウ
ダガヤサンドウとは、東京・渋谷区のJR千駄ヶ谷駅と東京メトロ副都心線北参道駅を中心としたエリアのことである。 

## 概要
新宿・原宿の一大商業エリアに挟まれた裏立地で住宅街のイメージが強かった一帯だったが、平成に入りアパレルやデザイン関係の事務所が多く進出。2008年の副都心線の開通により、飲食をはじめ個性を放つ専門店が徐々に注目を浴び始めた。
2014年に地下鉄開通直後に同地に移転したPR会社のサニーサイドアップが新入社員教育のワークショップで「北参道千駄ヶ谷・この街のPR」をテーマにしたところ、若手社員達が同エリアの手作りMAPを作成、メディアに配布した。
2016年には雑誌「CREA」 が初めてこのエリアを「ダガヤサンドウ」と呼称、さらに同年9月2日付の日経MJには「ニッチでリッチな裏立地」のタイトルで大人を惹きつける散歩エリアとして特集記事が掲載され、以降、情報番組や雑誌での露出が相次いでいる。
また同エリアは明治神宮、明治神宮外苑、新宿御苑の三名所によって形成されたトライアングルに囲まれており、パワースポットとして名高い。そのほかにも村上春樹ファンの集う場所としても知られる鳩森八幡神社や国立能楽堂、将棋会館、津田塾大学等の教育施設や東京体育館などの多彩なカルチャーを支える拠点が点在することも特徴的だが、2020年東京五輪のメーン会場となる国立競技場の完成に向けた発展が期待され、住みたい街、行きたい街、働きたい街としても脚光を浴びている。